# 威廉·科佩

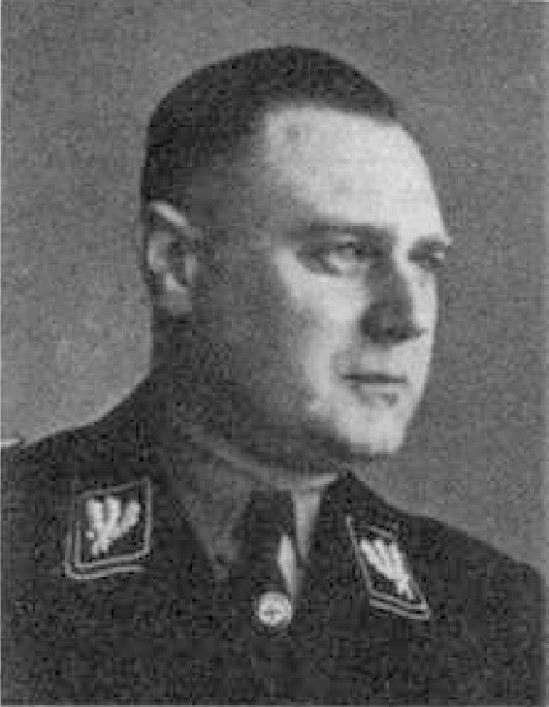
威廉·科佩

威廉·海因里希·威廉·科佩（德語：Karl Heinrich Wilhelm Koppe；1896年6月15日—1975年7月2日）是一位纳粹德国党卫队军官。
1943年10月，科佩出任波蘭總督府党卫队和警察领袖。他参与过海乌姆诺灭绝营和华沙集中营的工作，亦曾参与镇压波兰反納粹勢力。他曾组织针对逾30000名波兰结核病患者的处决。
波蘭地下國曾在科佩缺席的情況下判处科佩死刑。1944年7月11日，凯德夫试图刺杀科佩，但科佩最终只被击伤。随着苏军逼近波兰，為了不让苏联人解救囚犯，科佩命令处决所有他們。
1945年，科佩转入地下，他给自己取了假名，在波恩的一家巧克力工厂当上了经理。他在1960年被捕，但在1962年4月19日获得保释。1964年，他在波恩受审，被控协助大规模谋杀145000人。后来，因科佩可能身体状况欠佳，审判延期，最终在1966年，波恩的法院决定不继续起诉科佩，科佩因身體原因获释。西德当局曾拒绝波兰人民共和国方面引渡科佩的要求。科佩最終于1975年死在波恩，终年79岁。